# Piccolo Corno Gries
Il Piccolo Corno Gries è una cima delle Alpi, situata al Confine tra l'Italia e la Svizzera, di altitudine 2930 m.

## Geografia
La cima è situata nelle Alpi Lepontine, su una cresta che segna il confine fra l'Italia e la Svizzera. È situata nel punto d'incontro fra i confini della provincia del Verbano-Cusio-Ossola, del Canton Vallese e del Canton Ticino, e si trova sullo spartiacque fra i bacini del mar Mediterraneo e dell'Adriatico.
A sud del corno si trova la val Formazza, attraversata dal fiume Toce, affluente del Ticino. A nord-ovest scorre l'Agene, affluente del Rodano. Sul versante nordorientale, un torrente alimenta il Ticino.
Ad oriente della montagna si trova il più alto Corno Gries (2.969 m).
Sul versante svizzero si trova la Capanna del Corno Gries (2.338 m).